# ラケル・シルバ
ラケル・ダ・シルバ（Raquel da Silva、1978年4月30日 - ）は、ブラジルの元女子バレーボール選手。元ブラジル代表。

## 来歴
1995年、ジュニア代表として、ジュニア世界選手権で銀メダルを獲得した。1997年よりシニア代表でプレーし、1998年に日本で開催された世界選手権で三大大会初出場した。2000年、シドニー五輪に出場し、銅メダルを獲得した。
2004-05シーズンには日本のJTマーヴェラスでプレーしていた。

## 球歴
- オリンピック - 2000年
- 世界選手権 - 1998年
- ワールドカップ - 2003年
- グラチャン - 2001年
- ワールドグランプリ - 1998年、1999年、2000年、2001年、2003年、2005年

## 所属クラブ
- Flamengo（1991-1996年）
- Botafogo de Futebol e Regatas（1996年）
- Minas Tênis Clube（1996-1997年）
- Rio de Janeiro Vôlei Clube（1997-1999年）
- Minas Tênis Clube（1999-2000年）
- Club de Regatas Vasco da Gama（2000-2001年）
- Rio de Janeiro Vôlei Clube（2001-2003年）
- Minas Tênis Clube（2003-2004年）
- JTマーヴェラス（2004-2005年）
- ザレチエ・オジンツォボ（2005-2006年）
- オザスコ（2006-2007年）
- GSカルテックス（2007-2008年）
- Rio de Janeiro Vôlei Clube（2008年）
- Esporte Clube Pinheiros（2008-2009年）